# Сухі ліси Сіналоа
Сухі ліси Сіналоа (ідентифікатор WWF: NT0228) — неотропічний екорегіон тропічних та субтропічних сухих широколистяних лісів, розташований на північному заході Мексики.

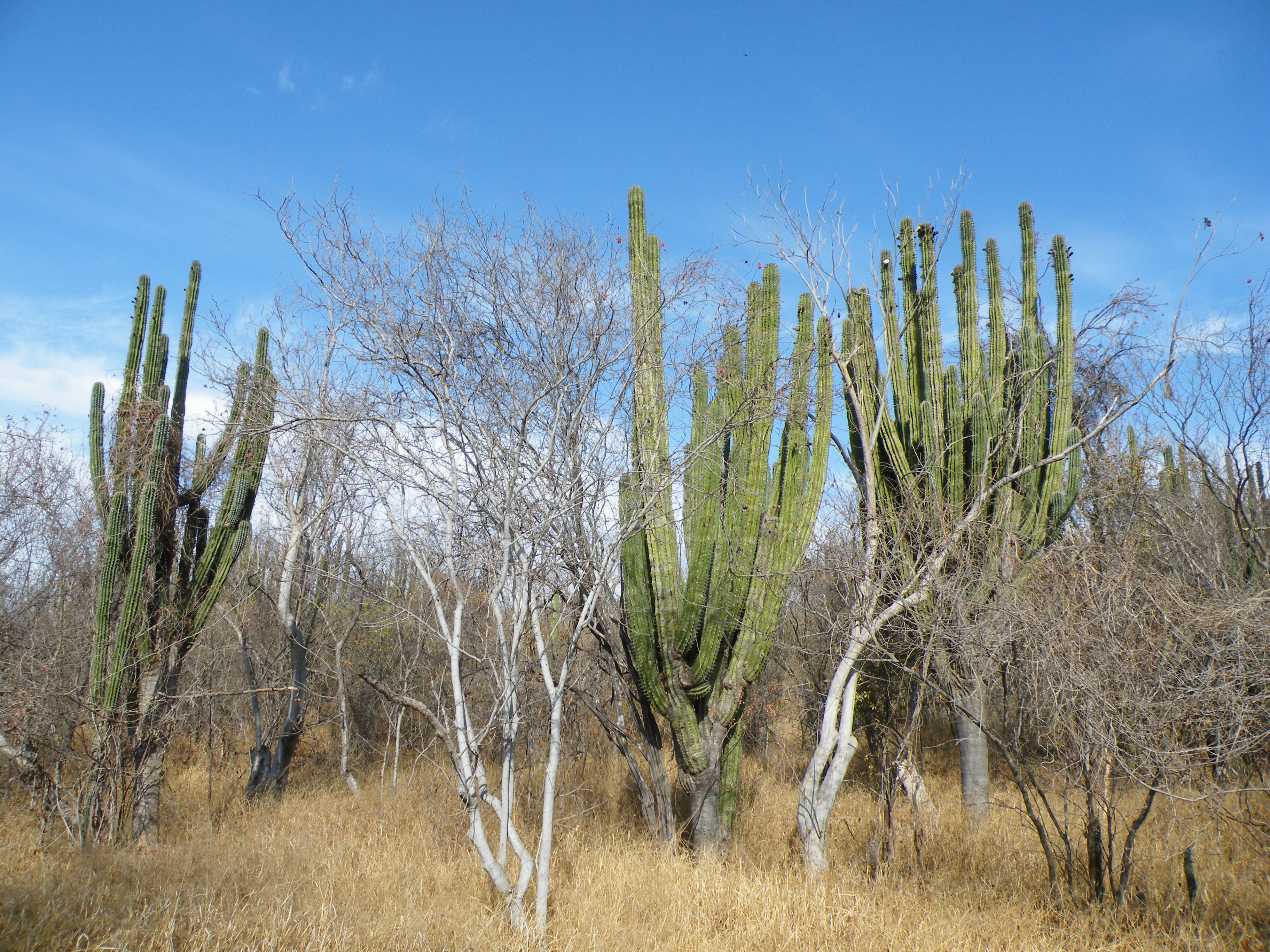
Кактусові чагарники в околицях Гуамучіль (Сіналоа)

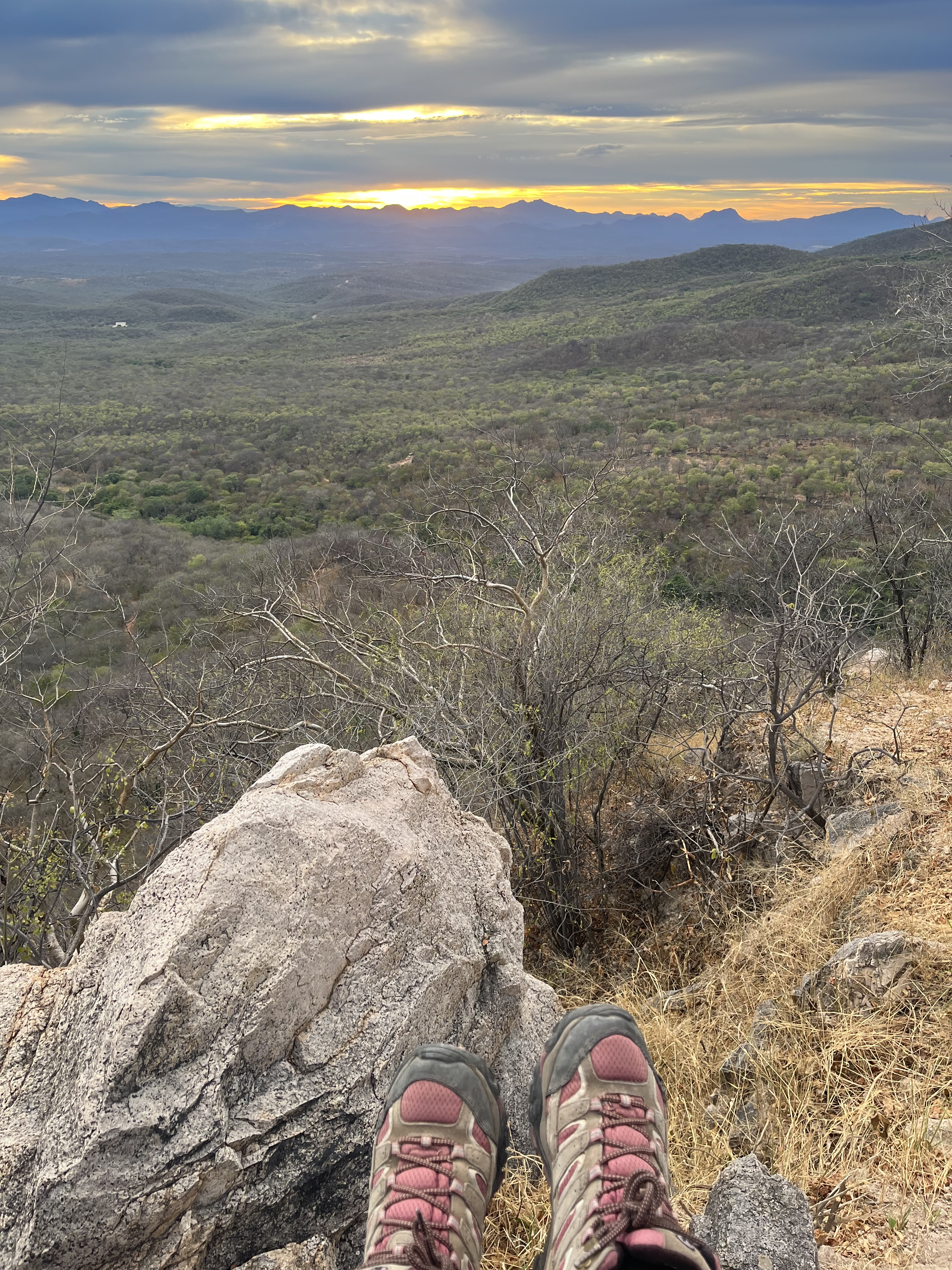
Ландшафт парку Ла-Колорада поблизу Аламоса (Сонора)

## Географія
Екорегіон сухих лісів Сіналоа охоплює прибережні рівнини, що лежать на узбережжі Тихого океану, та західні передгір'я гір Західної Сьєрра-Мадре. Він простягається від крайнього півдня Сонори і крайнього південного заходу Чіуауа через більшу частину штатів Сіналоа та Наярит до північних районів Халіско та південно-східних районів Сакатекасу.
Сухі ліси Сіналоа є найпівнічнішим екорегіоном Неотропіків. На північ від нього поширені перехідні субтропічні сухі ліси Сонори та Сіналоа, які утворюють перехідну зону між лісами Сіналоа та посушливою пустелею Сонора. На півдні сухі ліси Сіналоа переходять у сухі ліси Халіско, на крайньому південному сході — у сухі ліси Бахіо, а в горах на сході — у сосново-дубові ліси Західної Сьєрра-Мадре.
На більшій частині екорегіону переважають осадові гірські породи, а в передгір'ях Західної Сьєрра-Мадре також трапляються вулканічні породи. З гір Західної Сьєрра-Мадре до узбережжя Тихого океану стікає багато річок, утворюючи глибокі каньйони. Серед річок, що перетинають територію екорегіону, слід відзначити Фуерте, Сіналоа, Куліакан, Сан-Лоренцо, Елоту, Піакстлу, Пресідіо, Балуарте, Акапонету, Сан-Педро-Мескіталь та Ріо-Гранде-де-Сантьяго (з півночі на південь). Уздовж тихоокеанського узбережжя Сіналоа та Наяриту зустрічається багато боліт, лиманів та лагун, деякі є з яких є частиною екорегіонів мангрів Сан-Бласу та мангрів північно-західного узбережжя Мексики.

## Клімат
На рівнинах екорегіону переважає саванний клімат (Aw за класифікацією кліматів Кеппена) або напівпустельний клімат (BSh за класифікацією Кеппена), а в передгір'ях — вологий субтропічний клімат (Cwa за класифікацією кліматів Кеппена). Розподіл опадів в регіоні має сезонний характер: майже всі опади випадають під час короткого сезону дощів з липня по вересень, а з жовтня по червень триває яскраво виражений сухий сезон.

## Флора
Основними рослинними угрупованнями екорегіону є колючі ліси, поширені на прибережних низовинах, та сухі листяні ліси, поширені у передгір'ях Західної Сьєрра-Мадре.
Колючі чагарникові ліси складаються з низькорослих дерев та чагарників, які утворюють густі хащі. Їх основу складають колючі представники родини бобових (Fabaceae), зокрема різноманітні акації (Acacia spp.). Трав'яний ярус в цих лісах слабо розвинений, а епіфітів зустрічається мало. Уздовж річок зустрічаються високі насадження бросімумів (Brosimum spp.), фікусів (Ficus spp.), ентеролобіумів (Enterolobium spp.) та інших дерев.
У передгір'ях екорегіону переважають низькорослі сезонні ліси, дерева в яких скидають листя під час тривалого сухого сезону. Серед дерев, поширених у цих лісах, слід відзначити рожеве лапачо (Handroanthus impetiginosus), пало-санто (Ipomoea arborescens), псевдобомбакс Палмера (Pseudobombax palmeri), рідкоцвіту бурзеру (Bursera laxiflora) та паросткову конзаттію (Conzattia sericea), а також різні види монтаной (Montanoa spp.), бурзер (Bursera spp.), акацій (Acacia spp.), кассій (Cassia spp.) та кебрачо (Lysiloma spp.). У лісах, що ростуть в каньйонах на великих висотах, переважають загостренолисті сейби (Ceiba acuminata), гумбо-лімбо (Bursera simaruba), розлогі кебрачо (Lysiloma divaricatum) та малі гуаяви (Psidium sartorianum), рясно вкриті ліанами та епіфітами.

## Фауна
Серед поширених в екорегіоні ссавців слід відзначити синалойського білохвостого оленя (Odocoileus virginianus sinaloae), ошийникового пекарі (Dicotyles tajacu), мексиканського кролика (Sylvilagus cunicularius), кактусову мишу (Peromyscus eremicus), північну байомишку (Baiomys taylori), барвисту колючу торбомишу (Heteromys pictus), мексиканського лісового хом'яка (Neotoma mexicana), техаського рисового хом'яка (Oryzomys couesi), чорновухого рисового хом'яка (Handleyomys melanotis), аризонського бавовняного хом'яка (Sigmodon arizonae), віргінського опосума (Didelphis virginiana), сіруватого мишачого опосума (Tlacuatzin canescens), дев'ятипоясного броненосця (Dasypus novemcinctus) та волохатого плодоїдного листоноса (Artibeus hirsutus).
Серед хижаків, поширених в лісах регіону, слід відзначити ягуара (Panthera onca), північноамериканську пуму (Puma concolor couguar), руду рись (Lynx rufus), оцелота (Leopardus pardalis), маргая (Leopardus wiedii), ягуарунді (Herpailurus yagouaroundi), койота (Canis latrans), сіру лисицю (Urocyon cinereoargenteus), білоносу носуху (Nasua narica), довгохвосту ласицю (Neogale frenata), північноамериканську котофредку (Bassariscus astutus), довгохвостого скунса (Mephitis macroura), американського свинорилого скунса (Conepatus leuconotus) та звичайного ракуна (Procyon lotor). Ендеміками екорегіону є наяритські миші (Peromyscus simulus) та волохаті врожайниці (Reithrodontomys hirsutus), а майже ендемічними його представниками — антилопові зайці (Lepus alleni), вивірки Коллі (Sciurus colliaei), сіналойські торбомиші (Chaetodipus pernix), вузькоголові торбомиші (Chaetodipus artus) та великовухі сірі бурозубки (Notiosorex evotis).
Орнітофауна екорегіону вирізняється високим різноманіттям. Серед поширених в регіоні птахів слід відзначити чагарникового татаупу (Crypturellus cinnamomeus), жовтодзьобого голуба (Patagioenas flavirostris), руду таязуру (Morococcyx erythropygus), малу таязуру-подорожника (Geococcyx velox), тукухіло (Antrostomus ridgwayi), біловусого колібрі-ангела (Heliomaster constantii), фіолетовоголову агиртрію (Ramosomyia violiceps), синьогорлого цинантуса (Cynanthus latirostris), руду амазилію (Amazilia rutila), пустельного канюка (Parabuteo unicinctus), мексиканського канюка (Buteo plagiatus), світлоголового сичика-горобця (Glaucidium palmarum), ошатноперого трогона (Trogon elegans), цитринового трогона (Trogon citreolus), мексиканського момота (Momotus mexicanus), світлодзьобого дятла-кардинала (Campephilus guatemalensis), мексиканську гілу (Melanerpes chrysogenys), білолобого амазона (Amazona albifrons), мексиканського аратингу (Eupsittula canicularis), вогнистого москверо (Pyrocephalus obscurus), світлогорлого копетона (Myiarchus nuttingi), блідого копетона (Myiarchus tyrannulus), тропічного тирана (Tyrannus melancholicus), товстодзьобого тирана (Tyrannus crassirostris), червоноголового бієнтевіо (Myiozetetes similis), велику пітангу (Pitangus sulphuratus), золотогузого атілу (Attila spadiceus), золотистого віреона (Vireo hypochryseus), американського сорокопуда (Lanius ludovicianus), синалойського поплітника (Thryophilus sinaloa), вохристого поплітника (Pheugopedius felix), бурого тремблера (Toxostoma curvirostre), синього пересмішника (Melanotis caerulescens), мексиканського дрозда (Turdus rufopalliatus), вогнистоголового трупіала (Icterus pustulatus), мексиканського касика (Cassiculus melanicterus), тропічного пісняра (Setophaga pitiayumi), сіроголового жовтогорлика (Geothlypis poliocephala), оливкову риджвею (Arremonops rufivirgatus), велику гранателу (Granatellus venustus), червоногорлого кардинала (Cardinalis sinuatus), жовтого кардикала-довбоноса (Pheucticus chrysopeplus), мексиканського кокоа (Xiphorhynchus flavigaster), маскову бекарду (Tityra semifasciata), бурогузого зернолуска (Saltator grandis) та якарину (Volatinia jacarina).
Ендеміками екорегіону є синалойські ворони (Corvus sinaloae), а майже ендемічними його представниками — рудогруді чачалаки (Ortalis wagleri), жовточубі перепелиці (Callipepla douglasii), мексиканські папуги-горобці (Forpus cyanopygius), акацієві копетони (Ramphotrigon flammulatum), великі паї (Cyanocorax beecheii), чорногорлі сойки (Calocitta colliei), чорноголові комароловки (Polioptila nigriceps), сонорські гутурами (Euphonia godmani) та рудокрилі чінголо (Peucaea carpalis).
Серед поширених в екорегіоні плазунів слід відзначити жахливого отрутозуба (Heloderma horridum), ріо-фуертоського отрутозуба (Heloderma exasperatum), димчастого аноліса (Anolis nebulosus), синалойську молочну змію (Lampropeltis triangulum sinaloae), синалойську земляну змію (Sonora aemula), мексиканську короткохвосту змію (Sympholis lippiens), мексиканську мокасинову змію (Agkistrodon bilineatus) та західномексиканського гримучника (Crotalus basiliscus), а серед амфібій, — карликову жабу Сміта (Craugastor hobartsmithi).

## Збереження
Значна частина лісів екорегіону була знищена та перетворена на фруктові, кавові та бобові плантації. Основними загрозами для збереження природи регіону є розширення сільськогосподарських угідь та надмірний випас худоби, а також полювання.
Оцінка 2017 року показала, що 7815 км², або 10 % екорегіону, є заповідними територіями. Природоохоронні території включають: Національний парк Каскада-де-Басасеачі, Заповідну зону флори і фауни Сьєрра-де-Аламоса та Ріо-Кучухакі, Заповідну зону Месета-де-Какаштла та Заповідну зону флори і фауни Тутуака. Також в екорегіоні є кілька Рамсарських водно-болотних угідь міжнародного значення, зокрема болота Марісмас-Насьйоналес та лагуна Сеута.